# باورهای نادرست درباره تجاوز
باورهای نادرست یا افسانه‌های تجاوز، عقاید پیش داورانه ، کلیشه ای و غلط دربارهٔ تعرض جنسی، تجاوز جنسی و قربانیان تجاوز جنسی است. آنها غالباً بهانه ای برای تجاوز جنسی، ایجاد خصومت با قربانیان و تعصب در تعقیب کیفری هستند.
تحقیقات گسترده‌ای در مورد انواع، میزان پذیرش و تأثیر افسانه‌های تجاوز صورت گرفته است. افسانه‌های تجاوز به‌طور قابل توجهی بر دیدگاه‌های اعضای هیئت منصفه، سازمان‌های تحقیق، قضات، مجرمان و قربانیان تأثیر می‌گذارد. دیدگاه‌های نادرست در مورد تجاوز به سرزنش قربانی، شرمنده سازی، زیر سؤال بردن صداقت قربانی و سایر مشکلات منجر می‌شود. تعیین گناه متهم و مجازات جرایم جنسی نیز تحت تأثیر این اعتقادات قرار گرفته است.

## توسعه مفهوم
افسانه‌های تجاوز از کلیشه‌های فرهنگی مختلفی مانند نقش‌های سنتی جنسیتی، پذیرش خشونت بین فردی و درک نادرست از ماهیت حمله جنسی سرچشمه می‌گیرد. متی هیل، حقوقدان انگلیسی در قرن ۱۷، معتقد است که تجاوز جنسی «اتهامی است که به راحتی ساخته می‌شود و سخت به اثبات کرد و سخت‌تر توسط حزب متهم قابل دفاع است». افکار تاریخی او به طرز نامرئی بسیاری از افسانه‌های تجاوز را که امروزه می‌بینیم پشتیبانی می‌کند که بازتولید آن در دادگاه‌های تجاوز جنسی همچنان ادامه دارد.
افسانه‌های تجاوز برای اولین بار در دهه۱۹۷۰، زمانی که تعدادی از مطالعات و کتاب‌ها به بررسی این مفهوم پرداختند، به عنوان موضوع تحقیق درآمد. به عنوان مثال، در سال۱۹۷۴، سوزان براونمیلر، نویسنده فمینیست، «افسانه‌های مردانه تجاوز جنسی» را که «عمداً ماهیت واقعی تجاوز را پنهان می‌کند» در کتاب خود علیه اراده ما: مردان، زنان و تجاوز جنسی عنوان کرد. در همان سال، جولیا و هرمان شووندینگر به‌عنوان جرم‌شناس تصورات غلط رایج راجع به تجاوز جنسی را مورد مطالعه قرار دادند، از جمله این تصور که تجاوز جنسی غیرممکن است - یعنی هر زنی که واقعاً بخواهد می‌تواند از تجاوز به عنف جلوگیری کند - مبنی بر این ایده که قربانیان تجاوز «خواستار آن بودند» و ایده ای که مردان به دلیل «احساسات غیرقابل کنترل» تجاوز می‌کنند. آنها این عقاید غلط را «افسانه‌های جنسیتی» عنوان کردند که «در رفتار با زنان قربانی تأثیر می‌گذارد». هم تحقیقات Brownmiller و هم مطالعه Schwendingers حاکی از آن است که افسانه‌های تجاوز جنسی با سرزنش قربانی به جای خشونت مردانه، موجب تبرئه متجاوز و توجیه یا کوچک شمردن عمل تجاوز شده و خشونت علیه زنان را تداوم بخشیده است.
در سال ۱۹۸۰، مارتا برت اولین مطالعه مهم در مورد پذیرش افسانه تجاوز را منتشر کرد. برت افسانه‌های تجاوز را «باورهای تعصبی، کلیشه ای و نادرست دربارهٔ تجاوز، قربانیان تجاوز جنسی و تجاوزگران» تعریف کرد که «جو خصمانه ای برای قربانیان تجاوز جنسی» ایجاد می‌کند. تعریف برت بسیار مورد استفاده قرار گرفته است.
در سال ۱۹۹۴، Kimberly A. Lonsway و Louise F. Fitzgerald افسانه‌های تجاوز را چنین تعریف کردند: «نگرشها و اعتقاداتی که عموماً نادرست هستند اما به‌طور گسترده و مداوم پذیرفته می‌شوند و در خدمت انکار و توجیه پرخاشگری جنسی مردان علیه زنان است.»
برخی از محققان، مانند گرد بوهنر و هایک گرگر، استدلال کرده‌اند که توصیفاتی مانند "نادرست" و "گسترده" نباید در تعریف رسمی افسانه‌های تجاوز، قرار گیرند، زیرا افسانه‌ها اغلب به گونه ای ساخته می‌شوند که رد اثبات خطای آن غیرممکن است (مانند "بسیاری از زنان به طور مخفیانه مورد تجاوز قرار می‌گیرند"، جایی که نمی‌توان میل "مخفی" را رد کرد) و میزان "نگهداری گسترده" افسانه‌های تجاوز یا قبول ممکن است با گذشت زمان متفاوت باشد. بونر تعریفی جایگزین از افسانه‌های تجاوز به عنوان "عقاید توصیفی یا تجویزی در مورد تجاوز به عنف (یعنی در مورد علل، زمینه، عواقب، عاملان، قربانیان و تعامل آنها)" ارائه داده است که به منزله انکار، کوچک شمردن یا توجیه خشونت جنسی علیه زنان است.
در حالی که دانشمندان در چگونگی تعریف دقیق مفهوم افسانه‌های تجاوز تا حدی اختلاف نظر دارند و افسانه‌های تجاوز در فرهنگ‌ها و جوامع مختلف متفاوت است، یک توافق کلی وجود دارد که چهار نوع افسانه تجاوز وجود دارد: ۱- کسانی که قربانی را به دلیل تجاوز خود مقصر می‌دانند ۲- کسانی که نسبت به گزارش‌های تجاوز جنسی توسط قربانیان شک یا بی اعتقادی نشان می‌دهند ۳- کسانی که تجاوز کننده را تبرئه می‌کنند ۴- کسانی که نشان می‌دهد فقط یک نوع خاص از زن مورد تجاوز قرار می‌گیرد.
لونس وی، فیتزجرالد و دیانا ال پین در سال ۱۹۹۹ نوشتند که اصطلاح «افسانه تجاوز» به معنای این نیست که سناریوی خاصی هرگز رخ نمی‌دهد و «واضح است که هر نمونه فردی ممکن است با خصوصیات توصیف شده در افسانه‌های مردانه مطابقت داشته باشد»، «به‌طور انکار ناپذیری درصدی از زنان» وجود دارد که گزارش‌های نادرستی از تجاوز جنسی داده‌اند و «برخی ویژگی‌های خاص موقعیتی یا شخصی وجود دارد که زنان تجاوز شده را از کسانی که تجاوز نکرده‌اند متمایز می‌کند.» با این حال، آنها استدلال می‌کنند که افسانه‌های تجاوز جنسی «عموماً کاذب» هستند و عملکرد آنها انکار و توجیه بزه دیدگی زنان است.

### گفتمانهای دگرجنس‌گراهنجاری
دگرجنس‌گراهنجاری و گفتمان‌های مرتبط با آن بسیاری از افسانه‌های تجاوز را تداوم می‌بخشد. دامن زدن به باور مردان به‌عنوان خواهان جنسی و زنان به‌عنوان خواسته جنسی در جهت مشروعیت زدایی از ادعاهای تجاوز جنسی است که مغایر با هنجارهای دگرجنسگرایی است، مانند مواردی که زنان مرتکب تجاوز می‌شوند و مردان قربانی می‌شوند. از طریق «گفتمان محرک جنسی مرد»، تصور می‌شود که مردان همیشه آمادگی و تمایل به رابطه جنسی را دارند، و زنان «علاقه خود را» فعال می‌کنند که می‌تواند تجربیاتی را که تأیید این گفتار نیست، بی‌اعتبار کند.

## افسانه‌های متداول تجاوز
افسانه‌های متداول تجاوز جنسی ممکن است شامل موارد زیر باشد:
- زنان به‌طور معمول در مورد تجاوز جنسی دروغ می‌گویند.[۱۲][۸]
- آنچه قربانی می‌پوشد می‌تواند منجر به حمله جنسی شود، یا تجاوز به عنف تقصیر قربانی است اگر لباس باز بپوشد.[۱۳][۱]
- در صورت مستی زنان هنگام وقوع تجاوز، مسئولیت بر عهده خودشان است.[۱۴][۱۵][۱۶]
- بیشتر تجاوزها توسط افراد غریبه انجام می‌شود.[۱۷][۱۸] (در حقیقت، بیشتر تجاوزها توسط دوستان، خانواده یا افراد دیگری که برای قربانی شناخته شده انجام می‌شود)[۱۹][۵][۲۰]
- وقتی یک مرد هزینه یک شام یا یک قرار ملاقات را پرداخت می‌کند، انتظار می‌رود که زن با او رابطه داشته باشد.
- زنانی که مورد تجاوز قرار می‌گیرند اغلب شایسته آن هستند - به ویژه اگر وارد خانه مردی شوند یا سوار ماشین او شوند، یا این اقدامات نشان دهنده رضایت از رابطه جنسی است.
- اگر قربانی دعوا یا مقاومت جسمی نکند یا مجبور نشده یا آسیب ندیده باشد، این تجاوز محسوب نمی‌شود.[۲۱][۱۷][۲۲] (در حقیقت، بسیاری از تجاوزها شامل اجبار جسمی نیست، مانند مواردی که قربانی دچار نقص / بیهوشی است، یا روابط قدرت نابرابر، قربانی را مجبور به تسلیم می‌کند)[۲۳][۲۴][۲۵]
- یک زن باید بتواند با «مبارزه با» متجاوز، از تجاوز جنسی جلوگیری کند و مسئولیت آن را نیز به عهده دارد.
- بعضی از زنان مخفیانه می‌خواهند مورد تجاوز قرار بگیرند.[۱۷][۲۶]
- تجاوز به همسر یا شریک زندگی وفادار کسی غیرممکن است.[۱۷]
- تجاوز جنسی فقط یک رابطه جنسی ناخواسته است، نه یک جرم خشن.
- زنان "تقاضای" تجاوز می‌کنند - به عنوان مثال، با معاشقه، لباس تحریک آمیز، مصرف الکل یا رفتارهای بی‌رویه - یا اینکه فقط برخی از "انواع" زنان (به عنوان مثال "دختران بد") مورد تجاوز قرار می‌گیرند.[۲۷]
- مردان پس از تحریک جنسی قادر به کنترل خود نیستند، زنان مسئول تجاوزند اگر اجازه زیاده روی در بعضی کارها،[۱۷] یا رضایت به بوسیدن، نوازش و غیره دهند.[۲۸]
- زنان معمولاً به دروغ اتهام تجاوز می‌زنند برای جلوگیری از سرزنش یا برای غلبه بر احساس گناه پس از رابطه جنسی که از آن پشیمان شده‌اند، برای پوشاندن بارداری ناخواسته یا جلب توجه.[۱۷]
- تجاوز باید انگیزه جنسی داشته باشد. بسیاری از محققان به این نتیجه رسیده‌اند که قدرت یا عصبانیت، و نه رابطه جنسی، غالباً عامل اصلی تجاوز به عنف است.[۲۹]
- اکثر متجاوزین روان پریش یا روانی هستند.[۲۹]
- رضایت به یک برخورد جنسی به معنای رضایت به دیگری است (به این معنی که اگر قربانی و متجاوز قبلاً رابطه جنسی توافقی داشته باشند، روابط بعدی تجاوز نیست).
- قربانیان «واقعی» بلافاصله گزارش تجاوز جنسی را می‌دهند. (در واقعیت، قربانیان معمولاً به دلیل فشارهای اجتماعی، واکنش‌های احتمالی و ضربه‌هایی مانند اختلال استرس پس از سانحه مرتبط با تجاوز جنسی، که به آن سندرم ترومای تجاوز نیز گفته می‌شود، بلافاصله تجاوز جنسی را گزارش نمی‌کنند. قربانیان تجاوز جنسی همچنین ممکن است احساس گناه و شرم داشته باشند که آنها را از گزارش جرم یا انجام سریع آن بازدارد)[۳۰][۳۱][۳][۳۲][۳۳][۳۴]

### افسانه‌های تجاوز جنسی به قربانیان مرد
بیشتر افسانه‌های تجاوز جنسی که در بالا ذکر شد، مربوط به تجاوز به زنان توسط مردان است. تحقیقات کمتری در مورد برداشت از تجاوز به مردان قربانی، چه توسط زنان و چه توسط مردان دیگر انجام شده است. موارد زیر شناسایی شده‌اند: افسانه‌ها تجاوز به عنف می‌تواند در رسانه یا تا حد زیادی توسط عموم جامعه منتشر شود. تحقیقات نشان می‌دهد که یک افسانه رایج این است که به مردان وقتی توسط یک زن مورد تجاوز واقع می‌شوند ضربه کمی وارد می‌شود.
- این که توسط یک مهاجم مرد مورد تجاوز قرار گیرد، مترادف با از دست دادن مردانگی است.
- اینکه مردانی که مورد آزار جنسی قرار می‌گیرند باید همجنسگرا باشند.
- اینکه مردان توانایی مفعولیت جنسی ندارند مگر اینکه تحریک جنسی شوند.
- اینکه مردان بر خلاف میل خود مجبور به رابطه جنسی نیستند.
- اینکه مردان کمتر از زنان تحت تأثیر حمله جنسی قرار می‌گیرند.
- اینکه مردان برای پذیرفتن هر موقعیت جنسی در یک آمادگی مداوم قرار دارند.
- اینکه انتظار می‌رود که یک مرد بتواند از خود در برابر تجاوز جنسی دفاع کند.

آنها همچنین ممکن است شامل عقاید زیر باشند:
- "انکار": اینکه تجاوز جنسی به مرد وجود ندارد.
- "سرزنش": اینکه در تجاوز جنسی به مرد مقصر قربانی است.
- "تروما": اینکه مردان در اثر تجاوز جنسی کمتر آسیب می‌بینند.

دو دسته اخیر در موردی که مرتکب زن باشد، افسانه قابلیت پذیرش بالاتری را نشان می‌دهد. قربانیان مرد نیز بیشتر از قربانیان زن، مقصر تجاوز قلمداد می‌شوند.

### افسانه‌های تجاوز نژادی
دانشمندان استدلال کرده‌اند که نژادپرستی همچنان یکی از مولفه‌های مهم گفتمان خشونت جنسی در ایالات متحده است. آلکوف و گری گفته‌اند که احتمال باور به قربانیان سفیدپوستی که گزارش می‌کنند توسط مرتکبان غیرسفید پوست مورد تجاوز قرار گرفته‌اند، بیشتر از قربانیان غیرسفیدی است که عاملان سفیدپوست را گزارش می‌دهند. بدنهای غیر سفیدپوست نه تنها قابل تجاوز نیستند، بلکه مردان غیرسفید پوست نیز از نظر جنسی منحرف، خشن و خطرناک دیده می‌شوند. در زمینه مردان آفریقایی آمریکایی، داون ری فلود استدلال می‌کند که تاریخ روابط نژادی در آمریکا، مردان آمریکایی آفریقایی‌تبار را به دلیل «ماهیت جنسی ذاتاً جنایتکارانه» آنها به اتهام آزار زن سفیدپوست متهم می‌کند.
فلود استدلال می‌کند که تحت سلطه سفیدپوستان، جنسیت سیاه به عنوان "خارجی"، "وحشی"، غیراخلاقی و درنده نسبت به زنان سفیدپوست ساخته شده است. پیرو برده داری و دسترسی برده داران سفید به زنان سیاه‌پوست، به دلیل اعتقاد به "بی بند و باری جنسی" و عدم نارضایتی آنها افسانه تجاوز "Jezebel" رابطه با زنان سیاه‌پوست را "عدم تجاوز" می‌داند، همچنین زنان سیاه‌پوست به دلیل کلیشه "مامان"، که آنها را مادرانه و فاقد خصوصیات جنسی نشان می‌دهد، فاقد میل جنسی نشان داده می‌شوند.
شرین رازاک استدلال می‌کند که افراد بومی بیش‌فعال جنسی دیده می‌شوند، و او استدلال می‌کند که "بدن در فضاهای منحط" شخصیت خود را به دلیل طبیعی شدن خشونت از دست می‌دهند، و در زمینه کارگران جنسی بومی، تجاوز به این زنان "به عنوان بدنی برای تعرض "، تجاوز محسوب نمی‌شود.

### افسانه‌های تجاوز جنسی در ازدواج
جنیفر کوشان می‌گوید که بسیاری از افسانه‌های تجاوز در زندگی زناشویی از نگرش‌ها و قوانین انگلیس در دوران استعمار متولد شده‌اند و بر این پایه بوده‌اند که مصونیت کیفری شوهرانی را که متهم به تجاوز زناشویی بودند تضمین کنند. چنین افسانه‌هایی عبارتند از:
- زنان در روابط صمیمی در حالت رضایت دائمی[۴۲] یا «نظریه رضایت ضمنی» هستند.
- نمی‌توان همسران را مورد تجاوز قرار داد، زیرا آنها «متعلق به شوهر» یا «تحت محافظت او» هستند.
- همسران به دارایی شوهرشان تبدیل شدند و بدون توجه به مجازات می‌توانستند مورد تجاوز قرار گیرند.
- زنانی که پس از تجاوز به همسر خود رضایت می‌دهند نمی‌توانند ادعا کنند که مورد تجاوز قرار گرفته‌اند.
- مورد تجاوز قرار گرفتن توسط شوهر خود «شدتی کمتر از تجاوز توسط یک غریبه» دارد.
- ادعاهای تجاوز جنسی زناشویی «انتقام جویی زنانه» است،[۴۳] و زنان «مستعد جعل» هستند.

## مشکلات ناشی از افسانه‌های تجاوز جنسی
رواج افسانه‌های تجاوز، دلیل اصلی سرزنش و انگ زدن به قربانی تجاوز است. افسانه‌های تجاوز می‌تواند باعث شود قربانیان تجاوز خود را به خاطر تجاوز خود سرزنش کنند، یا تجاوز را گزارش نکنند، و همچنین این افسانه‌ها می‌توانند پاسخ قاضیان و هیئت منصفه را شکل دهند و بر قربانیان تجاوز تأثیر منفی بگذارد. برخی مطالعات نشان داده است که افسران پلیس معمولاً به گفته قربانیان تجاوز در مورد بزه دیدگی خود بی‌اعتماد هستند و بسیاری از آنها برخی افسانه‌های معمول تجاوز را باور دارند. مردان بیشتر از زنان افسانه‌های تجاوز را تأیید می‌کنند.
با توجه به نتایج گزارش مبنی بر پذیرفتن افسانه تجاوز جنسی در مردان نسبت به زنان، و همچنین به دلیل تفاوتهای جنسیتی در دیدگاه‌ها، یک تحلیل توسط پاتریشیا یانسی مارتین، جان آر. رینولدز و شلی کیت پیشنهاد کرد که "یک دادگستری تماماً متشکل از مردان با دادگستری با مشارکت برابر زنان و مردان متفاوت است ". این تفسیر با نوشته‌های مالیسیوس و مایزنر، که بیان می‌کنند پذیرش افسانه تجاوز در محیط‌های قضایی مشکل ساز است، همراستاست. آنها ادعا می‌کنند که می توان از voir dire (رویه ای که به وسیله آن از اعضای احتمالی هیئت منصفه قبل از انتصاب به هیئت منصفه در مورد سوابق اجتماعی و تعصبات احتمالی آنها سال می‌شود) برای جلوگیری از سوگیری هیئت منصفه مربوط به تصورات قبلی در مورد تجاوز جنسی استفاده کرد. مشکل در عمل افزایش می‌یابد زیرا آژانس‌های تحقیق، شرکت کنندگان مختلف در سیستم حقوقی و نقاط تماس قربانیان تجاوز، به عنوان مثال نزدیکترین پزشک، بیشتر احتمال دارد مرد باشد تا زن. کتاب "درخواست آن" نوشته شده توسط کیت هاردینگ در مورد افسانه‌های معمول تجاوز جنسی و در مورد تفاوت بین تجاوزهای زن و مرد صحبت می‌کند. به گفته هاردینگ، در ایالات متحده یک زن از هر پنج زن، یک مرد از هفتاد و یک مرد تجاوز را تجربه می‌کند. وی می‌نویسد، "زنان از هیچ قربانی بالقوه دیگری مهمتر نیستند، اما ما (زنان) اهداف اصلی پیام‌ها و افسانه‌هایی هستیم که موجب بقای فرهنگ تجاوز اند. هر کسی ممکن است مورد تجاوز قرار گیرد، اما مردان مجبور نیست که در وحشت از آن زندگی می‌کنند، و مدام هشدار نمی‌گیرند که لباس، انتخاب سفر، مصرف الکل، و اظهاراتشان در مورد تمایلات جنسی احتمالاً آنها رو هدف خشونت قرار می‌دهد". : 19 
چنین کلیشه‌هایی تمایل قربانیان به گزارش موارد تجاوز، آزار و اذیت را کاهش می‌دهد. این کاهش گزارشها از جرایم ممکن است تصویری ساختگی ارائه دهد و با ایجاد اعتقاد به جعلی بودن، نادرست بودن یا بعید بودن نسبت به صحت این جرایم گزارش شده، مشکل را بیشتر کند.
هاردینگ در کتاب "درخواست آن"، دربارهٔ تجاوز جنسی می‌نویسد که "ما تمایل نداریم که آن را به عنوان یک جرم جدی تلقی نکنیم مگر اینکه به طور همزمان شواهد دیگری وجود داشته باشد". : 11  این نویسنده همچنین از روان‌شناس دیوید لیساک نقل قول کرده است. او می‌گوید که "در نهایت، فقط تعداد کمی از متجاوزان به تجاوز جنسی محکوم به حبس می‌شوند، نتیجه ای تکان دهنده برای ما که تجاوز را در طبقه بندی جرایم خشن، نزدیک به قتل می‌دانیم". : 11 

### افسانه‌های دوقلو
این افسانه‌های دوقلو نشان می‌دهد که سابقه جنسی قبلی یک قربانی ۱) باعث می‌شود آنها باورپذیر نباشند و ۲) بیشتر او را راضی به تجاوز بدانند. قوانین کانادا درج سابقه جنسی قبلی را مجاز می‌داند، اما وکیل مدافع باید فرم s.276 را ارائه دهد و جلسه ای برگزار شود تا اطمینان حاصل شود که شواهد، در خدمت افسانه‌های دوقلو استفاده نمی‌شود.

## پذیرش افسانه تجاوز

### معیارها
در سال ۱۹۸۰، مارتا آر. برت مقیاس پذیرش افسانه تجاوز (RMA، یا RMAS) را معرفی کرد. این مقیاس اولین روش برای اندازه‌گیری سطح اعتقاد فرد به افسانه‌های تجاوز به عنف بود و بیشترین کاربرد را داشت. با استفاده از روش برت، پذیرش افسانه تجاوز با پرسیدن ۱۹ سؤال از افراد اندازه‌گیری می‌شود. ۱۰ سؤال اول هر یک شامل بیانیه ای است که حاکی از آن است که قربانیان تجاوز، خود مسئولیت تجاوز را به عهده دارند و از فرد مورد آزمون می‌خواهند که صحت آن را ارزیابی کند، و هر اظهارات را در مقیاس هفت درجه ای از «کاملاً موافق» تا «کاملاً مخالف» رتبه‌بندی می‌کنند. بیانیه یازدهم معکوس این ایده را آزمایش می‌کند و سؤال می‌کند که آیا این صحت دارد یا نه که امکان تجاوز به هر زنی وجود دارد. سوالات باقیمانده از افراد می‌خواهد که نسبت تجاوزهای غیرواقعی گزارش شده را حدس بزنند و ارزیابی کنند که آیا این باور بر اساس خصوصیات شخصی قربانی قربانی تجاوز (مثلاً جنسیت، نژاد یا قومیت آنها، سن، یا ارتباط آنها با فرد مورد آزمون) است.
در مطالعه اصلی برت نتیجه‌گیری شد که بسیاری از آمریکایی‌ها به افسانه‌های تجاوز اعتقاد داشتند. بیش از نیمی از افرادی که در نظرسنجی اولیه وی نمونه‌گیری شده بودند، موافقت کردند که "زنی که در اولین قرار ملاقات به خانه یا آپارتمان مرد می‌رود" نشان می‌دهد که او تمایل به رابطه جنسی دارد "و این که در اکثر تجاوزهاً قربانی بی‌ادب بود یا شهرت بدی داشت. " بیش از نیمی از پاسخ دهندگان برت گفته‌اند که ۵۰٪ یا بیشتر از تجاوزهای جنسی "فقط به این دلیل که زن در تلاش برای بازگشت به یک مرد بود" یا "برای تلاش برای سرپوش گذاشتن بر بارداری نامشروع" گزارش شده است.
یک سنجش دیگر مقیاس ۴۵ آیتمی پذیرش افسانه تجاوز جنسی ایلینوی (IRMA) است که توسط Diana ال پین، کیمبرلی A. Lonsway، و لوئیس فیتزگراد در ۱۹۹۹ توسعه یافته است. آنها نتیجه گرفتند که "پذیرش افسانه تجاوز، پرورش یافته از دو بخش شامل اجزاء عمومی و هفت جزء متمایز افسانه است: ۱-قربانی آن را می‌طلبید؛ ۲-این واقعاً تجاوز نبود؛ ۳-منظور مرتکب این نبود؛ ۴-قربانی واقعاً آن را می‌خواست؛ ۵-قربانی دروغ گفته است؛ ۶-تجاوز به عنف یک رویداد بی اهمیت است؛ ۷-تجاوز اتفاقی غیر نرمال است»
توسعه دهندگان IRMA برای ایجاد مقیاس خود، پاسخ‌ها به ۹۵ گزاره دربارهٔ تجاوز را تجزیه و تحلیل کردند.
بر اساس مقیاس پذیرش افسانه تجاوز جنسی ایلینوی، مقیاس پذیرش افسانه تجاوز جنسی چینی (CRMA) مقیاس افسانه ای خاص فرهنگی است که میزان پذیرش افسانه‌های تجاوز در جامعه چین را اندازه‌گیری می‌کند. این مقیاس تحت تعریفی متناسب با فرهنگ از تجاوز جنسی عمل می‌کند، به‌طور خاص، در چین تعریف قانونی تجاوز جنسی، تجاوز در ازدواج و تجاوز به مردان را در بر نمی‌گیرد. بعلاوه، این تعریف «انواع رفتارهای جنسی اجباری، از جمله رابطه دهانی، مقعدی و نفوذ سایر اعضای بدن مانند انگشتان یا اشیاء دیگر به واژن یا مقعد» را شامل نمی‌شود. مقیاس CRMA شامل ۲۵ مورد از ۴۵ مورد را از مقیاس IRMA نمی‌شود و یک ساختار پنج عاملی تولید می‌کند. این عوامل مولفه‌های افسانه ای عبارتند از: ۱-قربانیان تجاوز جنسی خود خواهان آنند. ۲-اتهامات تجاوز جنسی اغلب نادرست است. ۳-تجاوز باید شامل خشونت باشد. ۴-قربانیان خود مسئول مورد تجاوز قرار گرفتن اند. ۵-انگیزه تجاوز قابل درک است.

### تأثیر رسانه‌ها بر پذیرش افسانه تجاوز
یک نظرسنجی آنلاین در سال ۲۰۱۳ از دانشجویان تازه‌وارد در دانشگاه شمال غربی در ایالات متحده عنوان کرد که زنانی که از برنامه‌های رسانه‌های اصلی ورزشی استفاده می‌کنند بیشتر احتمال دارد افسانه‌های تجاوز را بپذیرند، همچنین هم مردان و هم زنانی که در معرض برنامه‌های ورزشی بودند، تمایل به مداخله در صورت مشاهده حمله جنسی کاهش می‌یابد. نظرسنجی دیگری که در سال ۲۰۱۱ در یک صفحه تحقیقاتی به صورت آنلاین انجام شد، نشان داد که تماشای سریال آبکی با افزایش پذیرش افسانه تجاوز همراه است، در حالی که عکس این مسئله در مورد تماشای نمایش‌های جنایی صادق بود.